# Muchedent
Muchedent est une commune française située dans le département de la Seine-Maritime en région Normandie.

## Géographie

### Localisation
La commune de Muchedent se niche au sein de la vallée de la Varenne récemment altérée par le creusement de ballastières, en bordure de la forêt d'Eawy.
Muchedent est située à 7 km de Longueville-sur-Scie, à 8 km de Bellencombre, à 11 km d'Auffay, à 14 km de Saint-Saëns et à 20 km de Dieppe. 
Elle est desservie par la gare de Longueville-sur-Scie située à 7 km.

### Hydrographie
La commune est située dans le bassin Seine-Normandie. Elle est drainée par la Varenne et divers autres petits cours d'eau,.
La Varenne, d'une longueur de 39 km, prend sa source dans la commune de Saint-Martin-Osmonville et se jette  dans l'Arques à Arques-la-Bataille, après avoir traversé 13 communes. Les caractéristiques hydrologiques de la Varenne sont données par la station hydrologique située sur la commune de Torcy-le-Grand. Le débit moyen mensuel est de 2,93 m3/s. Le débit moyen journalier maximum est de 5,27 m3/s, atteint lors de la crue du 4 janvier 2024. Le débit instantané maximal est quant à lui de 6,34 m3/s, atteint le même jour.

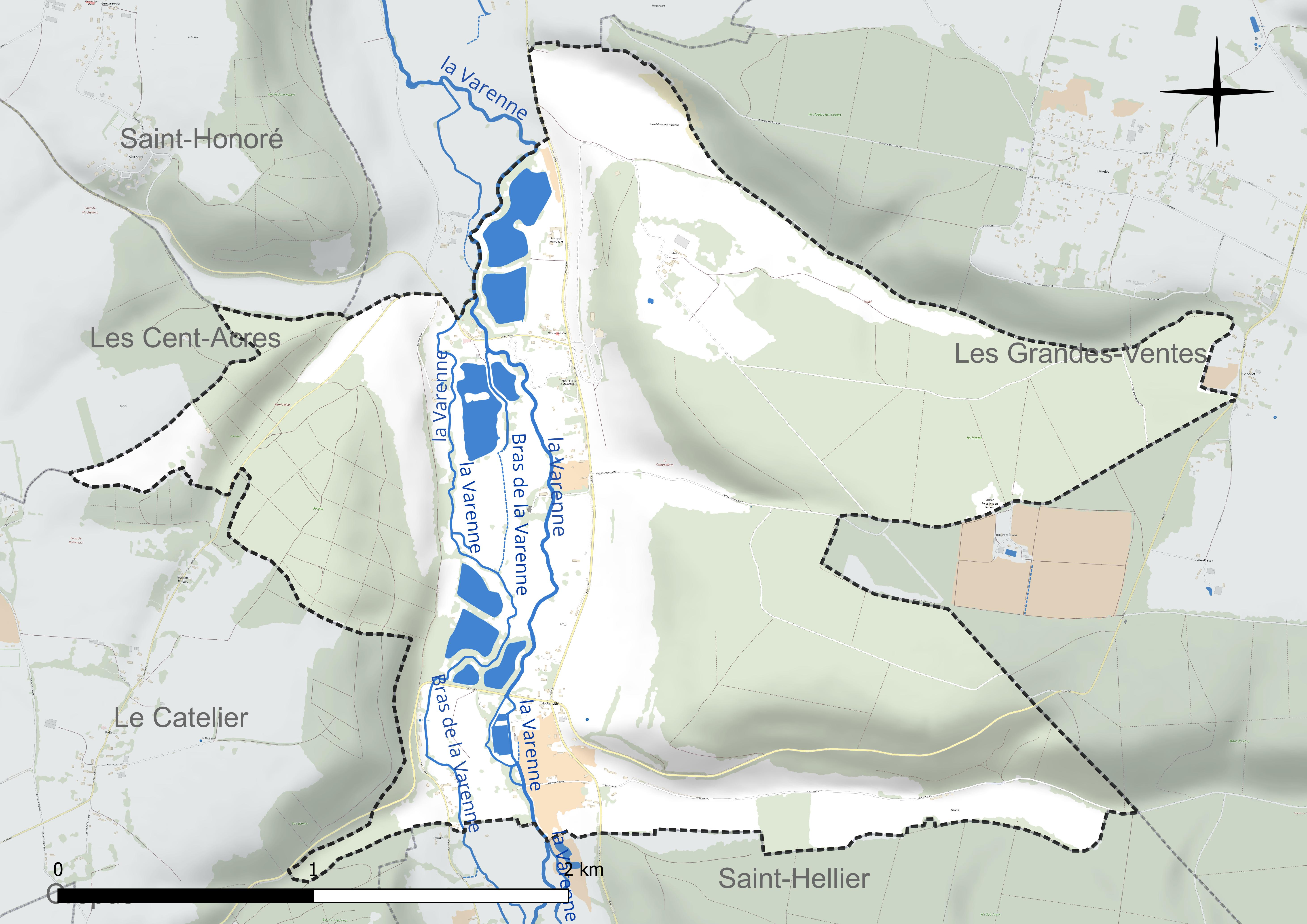
Réseau hydrographique de Muchedent.

### Climat
Pour des articles plus généraux, voir Climat de la Normandie et Climat de la Seine-Maritime.
En 2010, le climat de la commune est de type climat océanique altéré, selon une étude du CNRS s'appuyant sur une série de données couvrant la période 1971-2000. En 2020, Météo-France publie une typologie des climats de la France métropolitaine dans laquelle la commune est exposée à un climat océanique et est dans la région climatique Côtes de la Manche orientale, caractérisée par un faible ensoleillement (1 550 h/an) ; forte humidité de l’air (plus de 20 h/jour avec humidité relative > 80 % en hiver), vents forts fréquents. Parallèlement le GIEC normand, un groupe régional d’experts sur le climat, différencie quant à lui, dans une étude de 2020, trois grands types de climats pour la région Normandie, nuancés à une échelle plus fine par les facteurs géographiques locaux. La commune est, selon ce zonage, exposée à un « climat maritime », correspondant au Pays de Caux, frais, humide et pluvieux, légèrement plus frais que dans le Cotentin.
Pour la période 1971-2000, la température annuelle moyenne est de 10,3 °C, avec une amplitude thermique annuelle de 13,3 °C. Le cumul annuel moyen de précipitations est de 890 mm, avec 13,1 jours de précipitations en janvier et 8,6 jours en juillet. Pour la période 1991-2020, la température moyenne annuelle observée sur la station météorologique la plus proche, située sur la commune de Dieppe à 18 km à vol d'oiseau, est de 11,3 °C et le cumul annuel moyen de précipitations est de 805,2 mm,. Pour l'avenir, les paramètres climatiques de la commune estimés pour 2050 selon différents scénarios d’émission de gaz à effet de serre sont consultables sur un site dédié publié par Météo-France en novembre 2022.

## Urbanisme

### Typologie
Au 1er janvier 2024, Muchedent est catégorisée commune rurale à habitat très dispersé, selon la nouvelle grille communale de densité à sept niveaux définie par l'Insee en 2022.
Elle est située hors unité urbaine. Par ailleurs la commune fait partie de l'aire d'attraction de Rouen, dont elle est une commune de la couronne,. Cette aire, qui regroupe 317 communes, est catégorisée dans les aires de 200 000 à moins de 700 000 habitants,.

### Occupation des sols
L'occupation des sols de la commune, telle qu'elle ressort de la base de données européenne d’occupation biophysique des sols Corine Land Cover (CLC), est marquée par l'importance des forêts et milieux semi-naturels (50,4 % en 2018), une proportion identique à celle de 1990 (50,4 %). La répartition détaillée en 2018 est la suivante : 
forêts (47,8 %), prairies (31,7 %), terres arables (14,5 %), eaux continentales (3,3 %), milieux à végétation arbustive et/ou herbacée (2,6 %). L'évolution de l’occupation des sols de la commune et de ses infrastructures peut être observée sur les différentes représentations cartographiques du territoire : la carte de Cassini (XVIIIe siècle), la carte d'état-major (1820-1866) et les cartes ou photos aériennes de l'IGN pour la période actuelle (1950 à aujourd'hui).

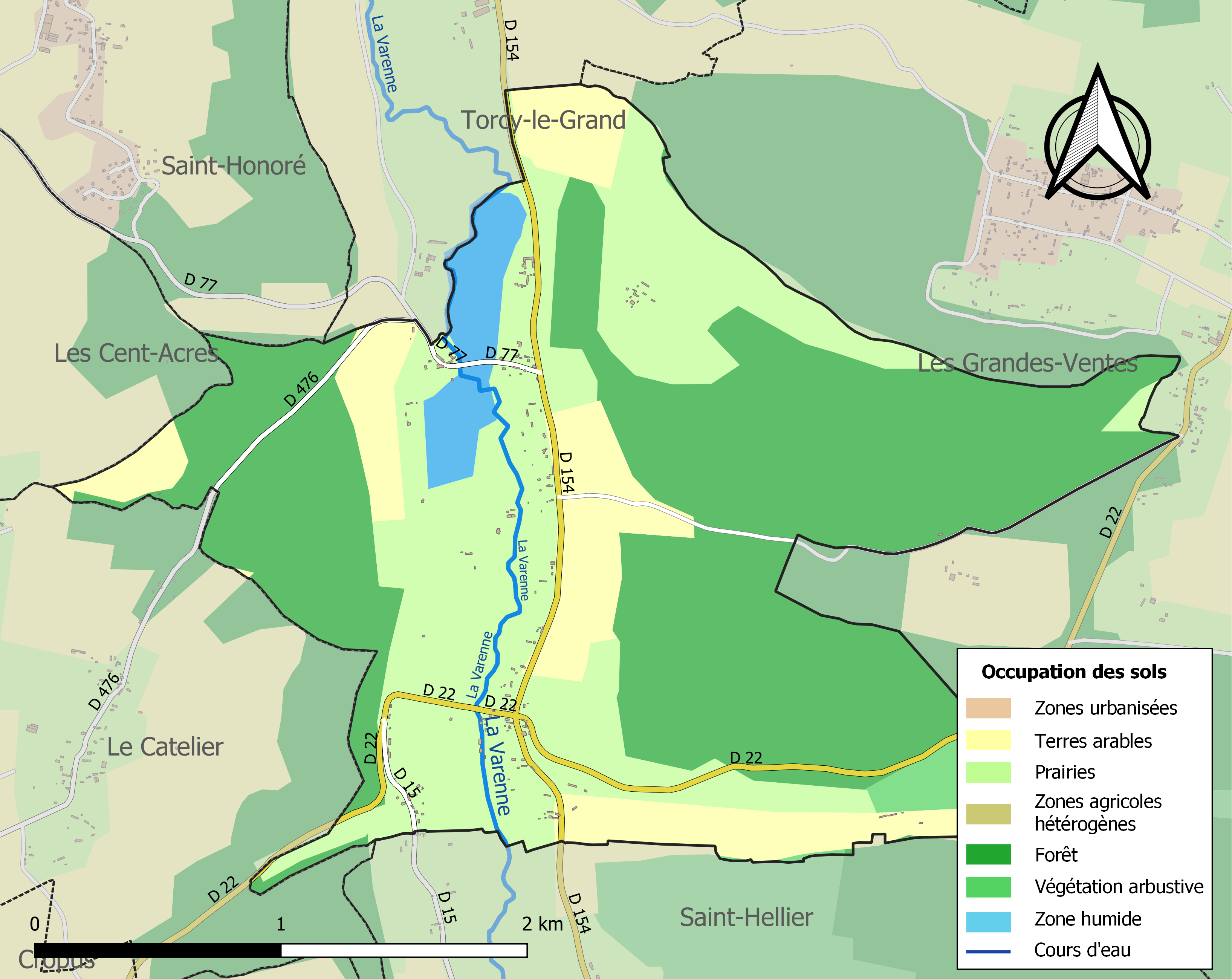
Carte des infrastructures et de l'occupation des sols de la commune en 2018 (CLC).

## Toponymie
Le nom de la localité est attesté sous la forme (Ecclesiam de) Mucedent en 1030,.

## Histoire
Présence gallo-romaine reconnue en 1861 à la côte du Moulin. Donné en 1030 à l'abbaye Saint-Catherine-lès-Rouen, puis aux chartreux de Gaillon. Le seigneur de Muchedent combattit à Hastings. Existence du prieuré du Pubel dont la chapelle existait encore en 1716 (prieuré supprimé en 1732).

## Politique et administration
| Période                                  | Période                    | Identité           | Étiquette | Qualité                            |
| ---------------------------------------- | -------------------------- | ------------------ | --------- | ---------------------------------- |
| Les données manquantes sont à compléter. |                            |                    |           |                                    |
| 1887                                     |                            | Joseph Simon       |           | Cultivateur                        |
| 1902                                     |                            | Coquerel           |           |                                    |
| 194X                                     | 19XX                       | Émile Lenoir       |           |                                    |
| 1963                                     |                            | Charles Folio      |           |                                    |
| Les données manquantes sont à compléter. |                            |                    |           |                                    |
|                                          | mars 2001                  | Fihue              |           |                                    |
| mars 2001                                | mars 2008                  | Marcel Horcholle   |           |                                    |
| mars 2008                                | janvier 2012               | Jean-Paul Bolingue |           | Boulanger-patissier Démissionnaire |
| 2012                                     | En cours (au 10 août 2020) | Christine Cressent |           | Réélue pour le mandat 2020-2026,   |

## Démographie
L'évolution du nombre d'habitants est connue à travers les recensements de la population effectués dans la commune depuis 1793. Pour les communes de moins de 10 000 habitants, une enquête de recensement portant sur toute la population est réalisée tous les cinq ans, les populations de référence des années intermédiaires étant quant à elles estimées par interpolation ou extrapolation. Pour la commune, le premier recensement exhaustif entrant dans le cadre du nouveau dispositif a été réalisé en 2004.

En 2022, la commune comptait 126 habitants, en évolution de −4,55 % par rapport à 2016 (Seine-Maritime : +0,35 %, France hors Mayotte : +2,11 %).
| 1793 | 1800 | 1806 | 1821 | 1831 | 1836 | 1841 | 1846 | 1851 |
| ---- | ---- | ---- | ---- | ---- | ---- | ---- | ---- | ---- |
| 217  | 242  | 243  | 252  | 251  | 232  | 242  | 210  | 258  |

| 1856 | 1861 | 1866 | 1872 | 1876 | 1881 | 1886 | 1891 | 1896 |
| ---- | ---- | ---- | ---- | ---- | ---- | ---- | ---- | ---- |
| 217  | 205  | 212  | 174  | 204  | 187  | 164  | 172  | 173  |

| 1901 | 1906 | 1911 | 1921 | 1926 | 1931 | 1936 | 1946 | 1954 |
| ---- | ---- | ---- | ---- | ---- | ---- | ---- | ---- | ---- |
| 150  | 156  | 159  | 118  | 126  | 123  | 139  | 149  | 117  |

| 1962 | 1968 | 1975 | 1982 | 1990 | 1999 | 2004 | 2006 | 2009 |
| ---- | ---- | ---- | ---- | ---- | ---- | ---- | ---- | ---- |
| 124  | 112  | 115  | 96   | 117  | 129  | 115  | 111  | 131  |

| 2014 | 2019 | 2022 | - | - | - | - | - | - |
| ---- | ---- | ---- | - | - | - | - | - | - |
| 129  | 127  | 126  | - | - | - | - | - | - |

## Économie
- Pisciculture (truite).

## Culture locale et patrimoine

### Lieux et monuments
- Église Saint-Pierre (IMH) : traces du XIe siècle, chevet du XIIIe siècle, nef et clocher du XVIe siècle, berceau peint du XVIIe siècle ; retables Renaissance de bois sculpté, statues de bois XVe siècle/XVIe siècle, dalles tumulaires; Statut de Saint Gilles (XVè – XVIIè siècle).
- Manoir de Muchedent du XVIe siècle (privé, ne se visite pas).
- Prieuré du Pubel (privé, ne se visite pas).

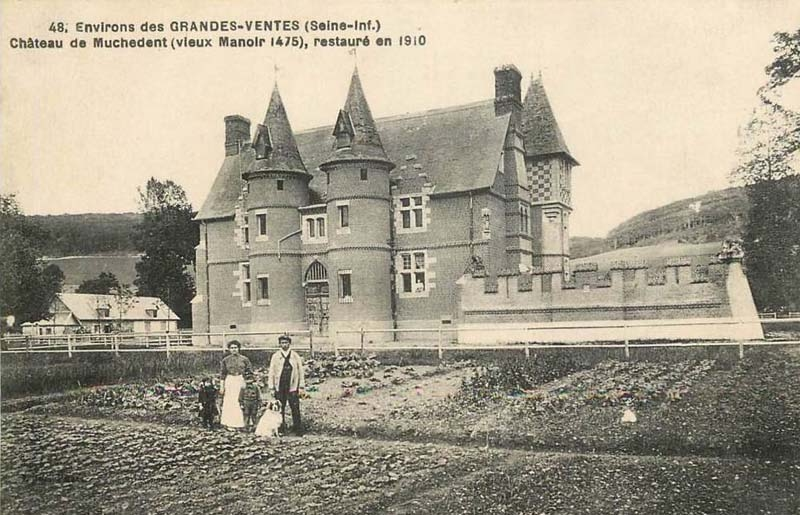
Carte postale du manoir de Muchedent vers 1910.